# Rustem Umierow
Rustem Enwerowycz Umierow, ukr. Рустем Енверович Умєров (ur. 19 kwietnia 1982 w Bulungʻurze) – ukraiński przedsiębiorca i polityk narodowości tatarskiej, deputowany, w latach 2023–2025 minister obrony.

## Życiorys
Przedstawiciel Tatarów krymskich. Urodził się w Uzbeckiej SRR, dokąd w 1944 została zesłana jego rodzina, która na początku lat 90. powróciła na Ukrainę. Uzyskał licencjat z ekonomii w akademii zarządzania NAU oraz magisterium z informatyki na Politechnice Kijowskiej. Pracował u operatora telefonii komórkowej oraz w funduszach inwestycyjnych. W 2013 objął kierownictwo własnego przedsiębiorstwa inwestycyjnego Astem.
Był współpracownikiem lidera Tatarów krymskich Mustafy Dżemilewa. W wyborach w 2019 z ramienia partii Głos uzyskał mandat posła do Rady Najwyższej IX kadencji. Z zasiadania w parlamencie zrezygnował we wrześniu 2022 w związku z objęciem stanowiska prezesa Funduszu Mienia Państwowego Ukrainy. We wrześniu 2023 dołączył do rządu Denysa Szmyhala, zastępując w nim Ołeksija Reznikowa na funkcji ministra obrony. Urząd ten sprawował do lipca 2025.

## Odznaczenia
- Order „Za zasługi” III klasy (2021)[5]